# Dynoides longisinus
Dynoides longisinus is een pissebed uit de familie Sphaeromatidae. De wetenschappelijke naam van de soort is voor het eerst geldig gepubliceerd in 1990 door Kwon.